# Szerbia hadba lépése (első világháború)

Szerbia zászlaja (1882-1918)

Szerbia első világháborús részvétele 1914 augusztusában kezdődött meg, s a háború első konfliktusa volt.

## Története

### Előzmények
Az Osztrák–Magyar Monarchia Bosznia-Hercegovina után Szerbiát is be kívánta kebelezni, így újabb területet szerzett volna a Balkánon.
1914. Szent Vid-napján (június 28.) Ferenc Ferdinánd és Szófia hercegnő vonattal érkeztek Szarajevóba. Azonban nem volt itt biztonságban a főherceg. A Fekete Kéz nevű terrorszervezet a főherceg meggyilkolására készült. Oskar Potiorek ezredes, Bosznia-Hercegovina elnöke várta őket a pályaudvaron. Az első autóban utaztak Fehrim Čurčić polgármester és dr. Gerde rendőrfőnök. A második autóval utazott a hercegi pár Oskar Potiorekkel és Harrah gróffal. Ezen a napon több tag is azon az útszakaszon volt, amelyen a főherceg elhaladt. 10:15 körül Nedeljko Čabrinović dobta az első bombát, de a bomba nem talált. Eric von Merizzi és Boos-Waldeck grófokat és 10 figyelőt a bomba azonban megsebesített.
Nedeljko Čabrinović ezután bevette a cianidot és a Miljacki-folyóba vetette magát. Közben 4 ember ült a parton (köztük 2 nyomozó) és kimentették őt a vízből.
A főherceg eközben megérkezett a városházára érkezett. Nemsokára távoztak és indultak visszafelé. Az autó sofőrje, a Ferenc József úton jobbra fordult. Ekkor Potiorek felkiáltott: "Mi ez? Rossz út." A sofőr visszafordult. A jelenet közben senki sem figyelt fel Princip-re a szerb anarchista diákra (a Fekete Kéz terrorszervezet tagja), aki hirtelen pisztolyt rántott és az autóhoz lépett. Gavrilo Princip, merénylőnek elég ideje volt, hogy betöltse a pisztolyát majd elsüsse. A lövés erősen a trónörökös testébe fúródott. Ferenc Ferdinánd mielőtt elvesztette volna eszméletét, Szófia hercegnőnek ezt mondta: „Szófia, drágám! Szófia, drágám! Nem fogok meghalni! Élni fogok a gyerekeink miatt!” A vezető az elnöki palota felé vette az irányt.
Gavrilo Princip maga ellen fogta a pisztolyt, de a jobb kezét ekkorra már lefogták, így nem tudta megölni magát. A bíróságon később 20 év börtönbüntetést kapott.

### A hadba lépés
Július 23-án az Osztrák–Magyar Monarchia felszólította Szerbiát, hogy tartsa magát az 1909 márciusában tett nyilatkozathoz, melyben az Osztrák–Magyar Monarchiával való jó viszony fenntartását ígérte, majd kiadta a júliusi ultimátumot. Válaszul a szerbek mozgósították hadseregüket, majd válaszoltak a Monarchia levelére, melyben átfogalmazva ugyan, de elfogadták az ultimátum 10. pontját, viszont a másik 9 pontot visszautasították, vagy hamis választ adtak rá. Az osztrák-magyar nagykövet a helyszínen visszautasította a szerbek válaszát, majd visszatért Bécsbe. Ezt követően a szerb tartalékosok véletlen átlépték a Monarchia és Szerbia határát a Temes folyónál, aminek következtében az osztrák-magyar csapatok figyelmeztető lövéseket adtak le. Az esetről készült túlzó jelentések győzték meg végül Ferenc József osztrák császárt, hogy hadat üzenjen Szerbiának.
További okoknak köszönhetően az Osztrák–Magyar Monarchia és Szerbia közti vita egy nagyobb háborúvá nőtt, amelyet manapság első világháborúnak nevezünk. A háborúban részt vett többek közt Oroszország, Németország, Franciaország és az Egyesült Királyság is. A háború kitörését követően, az Osztrák–Magyar Monarchia egy héten belül szembekerült Oroszországgal is, ami a kor legnagyobb hadseregével rendelkezett. Ennek következtében a szerbiai front csak egy lett a monarchia határán zajló tömeges csatározások közül. Szerbiának tapasztalt serege volt, mely a korábbi két évben, két háborúban is részt vett, de emiatt kimerültté és rosszul felszereltté is vált. Ezekből kiindulva az Osztrák–Magyar Monarchiában úgy gondolták, hogy kevesebb mint egy hónap alatt le fogják győzni a szerbeket.
A szerbek stratégiája az volt, hogy minél tovább kitartsanak az Monarchia támadásaival szemben, és remélték, hogy közben az oroszok legyőzik a nagyobb osztrák-magyar sereget. Eközben a szerbeknek mindvégig figyelniük kellett a keleti szomszédjukra, Bulgáriára is, mivel a korábbi években többször is háborúztak velük (utoljára 1913-ban), így viszonyuk nem volt jónak mondható.
A háború elején a szerb hadsereg 180 000 fővel rendelkezett. A hadsereg parancsnoka Radomir Putnik tábornagy volt. Érdekesség, hogy a tábornagyot éppen egy budapesti kórházban kezelték, mivel elég rossz egészségi állapotban volt. Az osztrák-magyar hatóságok a kórházban le is tartóztatták a szerb tábornagyot, de később Franz Conrad von Hötzendorf, a Monarchia vezérkari főnökének személyes közbenjárása miatt végül elengedték. Von Hötzendorf ezzel lovagiasságát szerette volna bizonyítani, valamint arra számított, hogy egy beteg tábornok könnyű ellenfél lesz. Később kiderült, hogy ebben tévedett, mivel Putnik kiválóan irányította a szerb haderőt, még annak ellenére is, hogy szinte soha nem hagyta el különleges, ezúttal már szerbiai kórházi szobáját.

## Lásd még
- Első világháború
- Franz Conrad von Hötzendorf